# (1303) Luthera
(1303) Luthera ist ein Asteroid des Hauptgürtels, der am 16. März 1928 vom deutschen Astronomen F. K. Arnold Schwassmann in Bergedorf entdeckt wurde.
Benannt ist der Asteroid nach dem deutschen Astronomen Karl Theodor Robert Luther.